# Smallfoot
Smallfoot är en amerikansk animerad film från 2018 regisserad och skriven av Karey Kirkpatrick, som tidigare varit verksam som manusförfattare i Flykten från hönsgården, Min vän Charlotte och Smurfarna 2, och distribuerad av Warner Bros.. Filmen baseras löst på romanen Yeti Tracks skriven av Sergio Pablos, skaparen av Dumma mej-filmerna. Originalrösterna görs av bl.a. Channing Tatum, James Corden, Zendaya, Common, LeBron James och Danny DeVito.
Filmen innehåller sju originalsånger skrivna av regissören Karey Kirkpatrick och hans bror Wayne.

## Handling
Yetis lever högt uppe på en bergstopp i Himalaya och deras by döljs helt av tjocka moln. Yetin Migo tränar inför den dag då han ska ta över sin far Dorgles jobb som gonggong-ringare, vars jobb går ut på att väcka alla yetis i byn varje morgon när solen går upp. Men under träningen råkar Migo slungas ut ur byn och kommer i kontakt med en människa, eller enligt yetis det mytologiska monstret smallfoot.
Precis när Migo ska visa de andra så försvinner alla bevis på att en människa (smallfoot) var där, och då förvisas Migo från byn. Lite senare kontaktas han av det hemliga sällskapet Smallfoots Evidensiska Sällskap (S.E.S.) som själva tror att smallfoot existerar. S.E.S. leds av den vackra Meechee, Migos kärleksintresse och dottern till byns hövding Stenväktaren.
Migo beger sig ner till världen nedanför yetisberget och möter människan Percy Patterson, en misslyckad TV-personlighet. När Migo och Percy lyckas kommunicera med varann kommer Percy på hur han ska kunna återvända till TV-världen och Migo kommer på hur han ska kunna återvända till byn. En märklig vänskap och ett galet äventyr tar sin början.

## Rollista (i urval)
| Figur           | Engelsk röst    | Svensk röst               |
| --------------- | --------------- | ------------------------- |
| Migo            | Channing Tatum  | Michael Blomqvist         |
| Percy Patterson | James Corden    | David Lindgren            |
| Meechee         | Zendaya         | Ellen Bergström           |
| Stenväktaren    | Common          | John Alexander Eriksson   |
| Gwangi          | LeBron James    | Ivan Mathias Petersson    |
| Dorgle          | Danny DeVito    | Bengt Järnblad            |
| Kolka           | Gina Rodriguez  | Lina Hedlund              |
| Brenda          | Yara Shahidi    | Dominique Pålsson Wiklund |
| Fleem           | Ely Henry       | Thomas Petersson          |
| Thorp           | Jimmy Tatro     | Mattias Knave             |
| Björnhona       | Patricia Heaton | Charlott Strandberg       |
| Gary            | Justin Roiland  | Adam Fietz                |

- Övriga röster - Anna Isbäck, Anton Olofson Raeder, Cecilia Wrangel Schoug, David Inghamn, Elle Cryssanthander, Iza Cryssanthander, Henrik Rongedal, Hilda Henze, Jennie Jahns, Magnus Rongedal, Magnus Wedrup, Patrik Lundström, Petter Isaksson, Urban Wrethagen, Jörn Falk, Maria Hellström, Malin Bylund, Norea Sjöquist
- Sångregissör - Joakim Jennefors
- Svensk text av - Anoo Bhagavan
- Sånger - Michael Blomqvist, Ellen Bergström, David Lindgren, John Alexander Eriksson, Anna Isbäck, Jennie Jahns
- Kör - Cecilia Wrangel Schoug, Hilda Henze, Jennie Jahns, David Inghamn, Urban Wrethagen, Petter Isaksson
- Dialogregissör - Charlotte Ardai Jennefors
- Dialogöversättare - Anoo Bhagavan
- Inspelningstekniker - Nils Manzuoli
- Mix - Simon Ellegaard
- Svensk version producerad av SDI Media[1]